# Hiponacte
Hiponacte de Éfeso (Ἱππῶναξ; gen.: Ἱππώνακτος; siglo VI a. C.), poeta griego, es junto con Arquíloco uno de los yambógrafos clásicos de la poesía lírica griega.

## Biografía
Nacido en Éfeso y de origen al parecer aristocrático, oscuras circunstancias lo arrojaron a la miseria y a frecuentar la compañía de mendigos en los bajos fondos de la sociedad.
Su mismo nombre refleja una estirpe insigne, y su huida de Éfeso hacia la ciudad de Clazómenas (fragmento 1D) habría sido impulsada por motivos políticos: su familia habría pertenecido a la clase dirigente y fue perseguida por la tiranía de Atenágoras de Éfeso.
En cualquier caso, la refinada cultura de Hiponacte demuestra una elevada educación: parodia, por ejemplo, el comienzo de la Odisea para atacar a uno de sus enemigos que era un glotón: ("Cuéntame, oh Musa, sobre la hija del Eurimedonte, de Caribdis, que engulle todo el mar y devora sin tasa. Cuéntame cómo morirá lapidada por decreto del pueblo a la ribera del mar estéril") es una muestra de su dominio de la tradición épica.
De su obra podríamos sacar el nombre de Bías de Priene (fragmento 123D), uno de los Siete Sabios de Grecia, que vivió desde comienzos del siglo VI a. C., el del poeta Mimnermo (fl. 630 a. C., fragmento 146D) y el de Atenágoras, tirano de Éfeso en aquel momento.

## Obra
De Arquíloco, distingue a Hiponacte la forma diametralmente opuesta de afrontar su miserable situación. Hiponacte no se preocupa porque en sus versos exista el instante y nada más. Da la impresión de ser un extravagante pordiosero empecinado en el odio y la diatriba contra sus enemigos, pero es un poeta verdaderamente realista que se sostiene en la desgracia de su vida miserable con el humor.
En sus agrias invectivas, se burla hasta de sí mismo y nos muestra su vida como la de un pícaro y mendigo conocedor de los bajos fondos de la sociedad en que vive, algo así como un misógino goliardo del siglo VI a. C., un pobre ("a mí Plutón, por entero ciego, jamás vino a decirme a casa: "Hiponacte, te doy treinta minas de plata y mucho más" ¡No tiene sentimientos!"), ladronzuelo, borracho y muerto de frío ("nunca me diste un manto grueso, remedio en el invierno contra los escalofríos", "Hermes, no hago más que tiritar de frío y rechinar los dientes") que pide capa para taparse; también como entre los goliardos, abundan las descripciones obscenas. Una leyenda sostiene que dos escultores, Búpalo y Atenis, le esculpieron un busto deformado para ridiculizarlo, y el poeta se vengó atacándolos con yambos tan brutales que ambos se suicidaron. Algunos de ellos serían estos: "Tenedme el abrigo, que le voy a romper el ojo a Búpalo, porque soy ambidiestro y, cuando golpeo, no fallo". También suministra datos importantes sobre costumbres rituales como la del phármakos, que la tradición semítica conoce como «chivo expiatorio». Durante aflicciones colectivas como plagas y hambrunas, los atenienses y los jonios escogían una víctima propiciatoria para purificar de todo mal sus ciudades. Se elegía a los phármakoi entre los más pobres y feos, y se los llevaba en procesión alrededor de la polis al ritmo de música destemplada y desafinada, apedreándolos y persiguiéndolos hasta matarlos en el límite de la ciudad, a menudo despeñándolos por un barranco, ritual que Hiponacte parodia en un fragmento en que, con un rico vocabulario escatológico, se ofrece él mismo como víctima propiciatoria.

## Estilo
En cuanto a su estilo, Hiponacte varió la forma habitual del yambo acuñando algunas innovaciones métricas, y creó el coliambo — algunos autores, en cambio, atribuyeron su invención a Ananio, contemporáneo de Hiponacte —, que consiste en un yambo "cojo" (es decir, se sustituye la penúltima sílaba breve y ágil del yambo por otra larga, lo que da la sensación de "cojera" en la escansión o cómputo métrico).
Hiponacte Anticipa la comedia de Aristófanes y utiliza la parodia de una amplia variedad de estilos (entre los que se destaca el coloquial, devenido casi una jerga), neologismos e hipérboles que demuestran una permanente busca formal. Estos rasgos fueron imitados por poetas helenísticos como Calímaco y Herodas, quienes escribieron muchos versos en el metro "cojo" coliambo de Hiponacte.